# Halk Bankası Spor Kulübü 2019-2020 (pallavolo maschile)
Questa voce raccoglie le informazioni riguardanti l'Halk Bankası Spor Kulübü nelle competizioni ufficiali della stagione 2019-2020.

## Organigramma societario
Area direttiva
- Presidente: Osman Arslan

Area tecnica
- Allenatore: Taner Atik
- Allenatore in seconda: Burak Dirier
- Assistente allenatore: Alfredo Martilotti
- Scoutman: Ali Rıza Metin

## Rosa
| N° | Nome               | Ruolo | Data di nascita  | Nazionalità sportiva |
| -- | ------------------ | ----- | ---------------- | -------------------- |
| 1  | Abdullah Çam       | S     | 30 marzo 1997    | Turchia              |
| 2  | Furkan Aydın       | C     | 15 gennaio 1997  | Turchia              |
| 4  | Volkan Döne        | L     | 19 febbraio 1987 | Turchia              |
| 5  | Hasan Yeşilbudak   | L     | 11 gennaio 1984  | Turchia              |
| 6  | Tonček Štern       | O     | 14 novembre 1995 | Slovenia             |
| 7  | Orçun Ergün        | P     | 24 maggio 1992   | Turchia              |
| 8  | Gökhan Gökgöz      | S     | 6 gennaio 1993   | Turchia              |
| 9  | Hakkı Çapkınoğlu   | C     | 20 luglio 1990   | Turchia              |
| 10 | Faik Güneş         | C     | 27 maggio 1993   | Turchia              |
| 11 | İbrahim Emet       | C     | 15 gennaio 1986  | Turchia              |
| 12 | Georgi Seganov     | P     | 10 giugno 1993   | Bulgaria             |
| 15 | Metin Toy          | O     | 3 maggio 1994    | Turchia              |
| 17 | Rıfat Kantarcıoğlu | O     | 19 febbraio 1997 | Turchia              |
| 18 | Dmitrii Bahov      | S     | 23 ottobre 1990  | Moldavia             |
| 20 | Efe Bayram         | S     | 1º marzo 2002    | Turchia              |

## Statistiche

### Statistiche di squadra
| Competizione     | Punti | In casa | In casa | In casa | In trasferta | In trasferta | In trasferta | Totale | Totale | Totale |
| Competizione     | Punti | G       | V       | P       | G            | V            | P            | G      | V      | P      |
| ---------------- | ----- | ------- | ------- | ------- | ------------ | ------------ | ------------ | ------ | ------ | ------ |
| Efeler Ligi      | 40    | 11      | 7       | 4       | 11           | 5            | 6            | 22     | 12     | 10     |
| Coppa di Turchia | -     | 1       | 1       | 0       | 1            | 1            | 0            | 2      | 2      | 0      |
| Champions League | 1     | 3       | 0       | 3       | 3            | 0            | 3            | 6      | 0      | 6      |
| Totale           | -     | 15      | 8       | 7       | 15           | 6            | 9            | 30     | 14     | 16     |

G = partite giocate; V = partite vinte; P = partite perse

### Statistiche dei giocatori
| Giocatore       | Campionato | Campionato | Campionato | Campionato | Campionato | Coppa di Turchia | Coppa di Turchia | Coppa di Turchia | Coppa di Turchia | Coppa di Turchia | Champions League | Champions League | Champions League | Champions League | Champions League | Totale | Totale | Totale | Totale | Totale |
| Giocatore       | P          | PT         | AV         | MV         | BV         | P                | PT               | AV               | MV               | BV               | P                | PT               | AV               | MV               | BV               | P      | PT     | AV     | MV     | BV     |
| --------------- | ---------- | ---------- | ---------- | ---------- | ---------- | ---------------- | ---------------- | ---------------- | ---------------- | ---------------- | ---------------- | ---------------- | ---------------- | ---------------- | ---------------- | ------ | ------ | ------ | ------ | ------ |
| F. Aydın        | 2          | 4          | 2          | 2          | 0          | 1                | 0                | 0                | 0                | 0                | 2                | 2                | 2                | 0                | 0                | 5      | 6      | 4      | 2      | 0      |
| D. Bahov        | 20         | 205        | 174        | 14         | 19         | 1                | 5                | 4                | 0                | 1                | 6                | 38               | 34               | 2                | 2                | 27     | 248    | 212    | 16     | 20     |
| E. Bayram       | 19         | 169        | 138        | 15         | 16         | 2                | 34               | 29               | 5                | 0                | 6                | 37               | 33               | 2                | 2                | 27     | 240    | 200    | 22     | 18     |
| A. Çam          | 9          | 23         | 22         | 1          | 0          | 1                | 1                | 1                | 0                | 0                | 5                | 23               | 17               | 5                | 1                | 15     | 47     | 40     | 6      | 1      |
| H. Çapkınoğlu   | 18         | 102        | 70         | 30         | 2          | 2                | 17               | 13               | 3                | 1                | 6                | 38               | 23               | 13               | 2                | 26     | 157    | 106    | 46     | 5      |
| V. Döne         | 22         | 0          | 0          | 0          | 0          | 2                | 0                | 0                | 0                | 0                | 6                | 0                | 0                | 0                | 0                | 30     | 0      | 0      | 0      | 0      |
| İ. Emet         | 13         | 54         | 31         | 19         | 4          | 1                | 5                | 4                | 1                | 0                | 2                | 15               | 10               | 5                | 0                | 16     | 74     | 45     | 25     | 4      |
| O. Ergün        | 16         | 2          | 0          | 0          | 2          | 1                | 0                | 0                | 0                | 0                | 4                | 0                | 0                | 0                | 0                | 21     | 2      | 0      | 0      | 2      |
| G. Gökgöz       | 19         | 221        | 173        | 35         | 13         | 1                | 9                | 8                | 0                | 1                | 6                | 38               | 29               | 5                | 4                | 26     | 268    | 210    | 40     | 18     |
| F. Güneş        | 21         | 136        | 81         | 47         | 8          | 1                | 4                | 0                | 3                | 1                | 4                | 18               | 14               | 4                | 0                | 26     | 158    | 95     | 54     | 9      |
| R. Kantarcıoğlu | 6          | 13         | 11         | 2          | 0          | 0                | 0                | 0                | 0                | 0                | 2                | 7                | 7                | 0                | 0                | 8      | 20     | 18     | 2      | 0      |
| G. Seganov      | 21         | 43         | 17         | 10         | 16         | 2                | 2                | 1                | 0                | 1                | 6                | 12               | 3                | 8                | 1                | 29     | 57     | 21     | 18     | 18     |
| T. Štern        | 8          | 102        | 86         | 7          | 9          | -                | -                | -                | -                | -                | 1                | 18               | 17               | 0                | 1                | 9      | 120    | 103    | 7      | 10     |
| M. Toy          | 18         | 249        | 217        | 20         | 12         | 2                | 35               | 28               | 4                | 3                | 5                | 74               | 63               | 8                | 3                | 25     | 358    | 308    | 32     | 18     |
| H. Yeşilbudak   | 22         | 0          | 0          | 0          | 0          | 2                | 0                | 0                | 0                | 0                | 6                | 0                | 0                | 0                | 0                | 30     | 0      | 0      | 0      | 0      |

P = presenze; PT = punti totali; AV = attacchi vincenti; MV = muri vincenti; BV = battute vincenti